# Sam DeCavalcante
Simone Paul Rizzo DeCavalcante (30 de abril de 1912 - 7 de febrero de 1997), conocido como "Sam el fontanero", fue un mafioso italiano-estadounidense que fue jefe de la familia criminal DeCavalcante de Nueva Jersey. Afirmaba ser descendiente de la familia real italiana, fue era apodado "El Conde". Más tarde, las audiencias Kefauver llamaron a la mafia de Nueva Jersey como la familia criminal DeCavalcante, ya que él era el jefe de la familia en el momento de esas audiencias.

## Primeros años
Simone Paul Rizzo DeCavalcante era hijo de Caroline y Frank Di Cavalcante. Su fecha de nacimiento se ha señalado como el 30 de abril de 1912 o 1913, y su lugar de nacimiento como Trenton, Nueva Jersey o Nueva York.

## Carrera criminal

### Jefe de la mafia de Nueva Jersey
Tras la jubilación del jefe Nicholas Delmore (de nombre real Nicholas Amoruso) entre 1960 y 1964, DeCavalcante le sustituyó. Poco después, actuó como enlace entre Comisión de la Mafia y la familia criminal Bonanno tras el inicio de la Guerra de las Bananas entre las Cinco Familias de Nueva York. Bajo el liderazgo de DeCavalcante, la mafia de Nueva Jersey pasó de ser un grupo disfuncional de facciones siempre enfrentadas a una familia criminal cohesionada y rentable. También duplicó el número de "made men" en la familia. DeCavalcante supervisaba el juego ilegal, la usura y el chantaje laboral en Nueva Jersey. Vivía en el barrio Lawrenceville del Municipio de Lawrence, pero trabajaba en Newark, y dirigía una organización de unos 60 miembros "hechos" activos en la área tri-estatal de Nueva Jersey, Nueva York y Connecticut. La familia criminal DeCavalcante, como llegó a ser conocida, operaba principalmente en Nueva Jersey, con intereses en Connecticut, Troy, Nueva York, y los suburbios de Nueva York.
El negocio legal de fachada de DeCavalcante era la Kenilworth Plumbing and Heating Co., una tienda de suministros de fontanería en Kenilworth. Él y su esposa Mary (de soltera Abrams; 1912-1988) tuvieron tres hijos, Frank (1942-2020) Robert (1944-1995), y Carl. Más tarde residió en el 1015 de Mercer Street en Princeton.

### Los "Papeles de DeCavalcante"
Entre 1961 y 1965, DeCavalcante fue objeto de una investigación del Federal Bureau of Investigation (FBI) conocida como las "Goodfella Tapes" o los "DeCavalcante Papers". El FBI utilizó escuchas telefónicas y micrófonos ocultos en cuatro lugares de Nueva Jersey y Pensilvania, incluida la oficina de la empresa de fontanería de DeCavalcante en Kenilworth, para grabar conversaciones entre DeCavalcante y sus socios que revelaron información detallada sobre las operaciones diarias de la Mafia y delitos como el chantaje laboral, la corrupción, la usura y el asesinato. Los otros lugares donde se utilizó la vigilancia electrónica fueron la Best Sales Co., una empresa de Newark controlada por Gerardo Catena, la Penn Jersey Vending Co. de Filadelfia, propiedad de Angelo Bruno, y un edificio conocido como "el Granero", situado en la parte trasera de un restaurante de la Ruta 22 de EE. UU. en Mountainside. La investigación confirmó las afirmaciones del testigo colaborador Joe Valachi, proporcionó información crucial sobre La Cosa Nostra, y reveló la existencia de la Comisión de la Mafia. Un funcionario del Departamento de Justicia describió los "Papeles de DeCavalcante" como un informe tan crucial como las revelaciones de Valachi. Durante estas conversaciones, DeCavalcante se refirió repetidamente a sí mismo como el "padre" (jefe) de su "borgata" (familia criminal). Sin embargo, como no se emitió ninguna orden judicial para las escuchas, ninguna de las cintas pudo utilizarse para acusar a DeCavalcante.
Entre los ocho asesinatos discutidos por DeCavalcante y sus socios estaban el tiroteo de Willie Moretti en 1951 en Cliffside Park, y el asesinato con granada de mano en 1962 de Charles "Cadillac Charlie" Cavallaro en Youngstown, Ohio. En una conversación, en la que participaron DeCavalcante y otras tres personas el 23 de febrero de 1963, DeCavalcante estuvo de acuerdo con Angelo DeCarlo en que el método del asesinato de Moretti era de mal gusto. Cada uno de los cuatro hombres también criticó el método utilizado para asesinar a Cavallaro, ya que su hijo de 4 años también murió en la explosión. Se indicó que el uso de granadas de mano había sido prohibido desde entonces por la Mafia. En otra conversación en 1964, DeCavalcante y otros dos discutieron métodos de eliminación de cadáveres, mencionándose una trituradora de coches, un compactador de basura y un dispositivo capaz de convertir un cadáver humano en una "albóndiga". En 1965, prohibió el asesinato de un trabajador de la construcción afroamericano que había agredido al hijo de un mafioso con una pala en una pelea porque el trabajador de la construcción era un musulmán negro y DeCavalcante temía una guerra entre la Nación del Islam y la Mafia.
Además del asesinato, las cintas revelaron corrupción política y vínculos entre mafiosos y funcionarios públicos de Nueva Jersey. Días antes de que Thomas G. Dunn fuera elegido Mayor of Elizabeth, visitó a DeCavalcante en su oficina de Kenilworth el 23 de octubre de 1964. Dunn le dijo a DeCavalcante: "Si tienes alguna forma de llegar a [dos nombres suprimidos] diles que mantengan sus asquerosas bocas cerradas... ...porque este asunto podría acabar conmigo en el último minuto. Así que si puedes llegar de alguna manera a estos dos tipos, diles que mantengan esto fuera de los periódicos". DeCavalcante prometió a Dunn apoyo en su campaña a la alcaldía y preguntó: "¿Crees que podríamos conseguir algún trabajo para la ciudad?", a lo que Dunn se rio y contestó: "Bueno, tal vez". En una declaración emitida el 10 de junio de 1969, Dunn afirmó que en ningún momento de la reunión DeCavalcante le había pedido "que hiciera nada irregular o ilegal", y que no había tenido ningún contacto con DeCavalcante desde entonces. También negó que DeCavalcante tuviera ninguna influencia sobre su administración y afirmó que no había tenido conocimiento de las asociaciones de DeCavalcante con los bajos fondos. Otro cargo público implicado en las grabaciones fue Cornelius Gallagher, miembro de la [[Cámara de Representantes de Estados Unidos]|Cámara de Representantes de Estados Unidos]]. En enero de 1965, DeCavalcante, junto con Joseph "Bayonne Joe" Zicarelli, se reunió con Emanuel Riggi, un reputado mafioso al que el gobierno pretendía deportar. En la reunión, Zicarelli sugirió a Riggi que se pusiera en contacto con el congresista Gallagher, quien "si el caso llegaba a Washington, estaría en condiciones de conseguirle [a Riggi] una sentencia favorable". Gallagher había estado supuestamente relacionado con la Mafia desde al menos 1960. Negó estar implicado en el caso de Riggi y dijo: "Muchos tipos de personas dejan caer nombres de personajes públicos. Pero nadie es responsable de que la gente deje caer su nombre, tanto si los que dejan caer el nombre son personas reputadas como de dudosa reputación". DeCavalcante también habló de sobornos policiales con DeCarlo. Dos jefes de policía mencionados por DeCavalcante fueron John Ellmyer Jr. de Edison y Ralph C. Petrone de New Brunswick. En una discusión del 4 de febrero de 1965, DeCavalcante mencionó un juego ilegal de dados que estaba siendo organizado por un hombre conocido como "Mickey". Según DeCavalcante, Mickey "tenía el visto bueno" de Ellymer para organizar la partida, pero seguía "necesitando un contacto posible a nivel del condado". El contacto "a nivel de condado" de Mickey fue supuestamente organizado tres veces antes por Dutch Mele, un antiguo jugador de béisbol que regentaba tabernas en Edison.
El micrófono colocado en el despacho de DeCavalcante también reveló los amoríos que mantenía con su secretaria y otras mujeres. El subjefe de DeCavalcante Frank Majuri fue grabado diciéndole que "no debería andar por ahí porque Catena y Gambino no lo hacen". El 13 de junio de 1969, después de que las transcripciones de las grabaciones fueran desveladas en los tribunales, un reportero de The New York Times visitó la casa de DeCavalcante en Municipio de Princeton. Mary DeCavalcante dijo al periodista: "Si no le importa, prefiero no hablar de ello. No me importa que pregunte, pero espero que aprecie mis sentimientos".

### Cargos por conspiración
DeCavalcante tiene fama de haber ideado un complot para extorsionar miles de dólares durante un periodo de seis semanas en 1966 a los operadores de un juego de dados ilegal en el suburbio de Filadelfia de Trevose, Pensilvania. El 28 de septiembre de 1966, supuestamente envió a dos mafiosos de Brooklyn, Daniel Annunziata y Gaetano "Corky" Vastola, al juego con la intención de fingir sorpresa al descubrir que los dados estaban cargados, y luego montar un atraco, exigir 20.000 dólares y sugerir que DeCavalcante arbitrara el asunto. Cuatro jugadores fueron asaltados a punta de pistola en la partida, que se celebró en un motel de Trevose. Después de tres reuniones, una en la empresa de DeCavalcante en Kenilworth, otra en una cafetería de Lawrence Township y otra en un segundo motel de Trevose, DeCavalcante llegó a un acuerdo de 12.000 dólares. Finalmente, las víctimas del robo le pagaron 3.800 dólares como adjudicador. El 21 de marzo de 1968, DeCavalcante, Vastola y Annunziata fueron arrestados y acusados de conspirar para violar los estatutos federales de extorsión tras una investigación de 17 meses sobre crimen organizado llevada a cabo por tres agencias federales. DeCavalcante fue detenido en su empresa de fontanería y calefacción de Kenilworth, donde los agentes del FBI se incautaron de tres pistolas y una escopeta en su oficina. El 18 de julio de 1968, DeCavalcante fue arrestado por funcionarios del estado y del Union County cuando salía de la Garden State Parkway en Kenilworth y acusado, según la legislación estatal, de adquirir ilegalmente una . calibre 38 que había sido robada durante un robo en Fairless Hills, Pensilvania. La pistola estaba entre las incautadas por el FBI en la oficina de DeCavalcante.
En un esfuerzo por descubrir si las oficinas de su cliente en Kenilworth habían sido intervenidas por las autoridades en relación con el caso de extorsión de Trevose, el abogado de DeCavalcante, Sídney "Chris" Franzblau, solicitó una moción de registro discutida el 17 de enero de 1969, en la que el Fiscal General William J. Brennan Jr. fue llamado a testificar sobre cualquier vigilancia electrónica que pudiera haberse utilizado antes de la detención de DeCavalcante. A petición de Franzblau, David M. Satz Jr., fiscal del distrito de Nueva Jersey de los Estados Unidos, hizo públicas 2.300 páginas de transcripciones de conversaciones grabadas y recopiladas por el FBI en los "papeles de DeCavalcante". Attorney for the District of New Jersey]], el 10 de junio de 1969. Franzblau solicitó la publicación para saber si la información que condujo a la acusación contra su cliente se había obtenido mediante escuchas ilegales. Las grabaciones eran inadmisibles como prueba porque se habían realizado ilegalmente y abarcaban un periodo entre 1961 y 1965, anterior a la extorsión de 1966 especificada en la acusación. El gobierno mantuvo que las escuchas ilegales no fueron la fuente de información que condujo a las acusaciones de DeCavalcante, Vastola y Annunziata.
DeCavalcante fue uno de los 55 hombres y mujeres acusados por un gran jurado federal el 16 de diciembre de 1969 en relación con una estafa de números interestatal de 20 millones de dólares al año centrada en Newark y Troy, Nueva York. El Fiscal General de Estados Unidos John N. Mitchell describió la operación como el mayor sindicato de apuestas de Estados Unidos. John N. Mitchell describió la operación como uno de los mayores sindicatos de apuestas de Estados Unidos. DeCavalcante fue acusado formalmente de delitos de juego el 2 de enero de 1970. Al día siguiente, asistió a la boda de su hijo, Carl DeCavalcante, estudiante de último curso en la Universidad de Vermont, con Cynthia Ann Snyder en la iglesia de San Miguel de Trenton. Aunque en un principio había prohibido a los periodistas entrar en la ceremonia, DeCavalcante cedió e invitó a los periodistas a la recepción, diciendo: "Pueden beber lo que nosotros bebemos, comer lo que nosotros comemos, pero no quiero que ninguno de mis invitados se sienta avergonzado." Policías de paisano también fotografiaron la boda desde el exterior.
Las transcripciones de los "Papeles de DeCavalcante" fueron divulgadas físicamente por Frederick B. Lacey, que sucedió a David Satz como fiscal federal de Nueva Jersey, el 6 de enero de 1970. El abogado Sidney Franzblau fue el responsable de revelar inadvertidamente secretos del crimen organizado al hacerse públicas las transcripciones porque no había pedido que la divulgación se hiciera sólo al abogado defensor. Posteriormente, DeCavalcante destituyó a Franzblau como abogado defensor y lo sustituyó por Raymond A. Brown. El comienzo del juicio por extorsión de DeCavalcante, que inicialmente estaba previsto para el 16 de febrero de 1970, se retrasó cuando Brown notificó a la fiscalía que necesitaría tiempo para familiarizarse con el caso. En abril de 1970, DeCavalcante estaba siendo juzgado por los cargos estatales de posesión de armas cuando cayó enfermo, lo que obligó a suspender el juicio.
Durante el juicio por conspiración de extorsión de DeCavalcante en Newark, que consistió casi en su totalidad en la presentación de la acusación, el gobierno sostuvo que DeCavalcante había sido el autor intelectual de la trama de extorsión. Una de las víctimas del atraco de Trevose, Kenneth Martin, testificó para la acusación que DeCavalcante actuó como árbitro para Annunziata y Vastola, que un acuerdo de 12.000 dólares fue organizado por DeCavalcante, y que DeCavalcante recibió 3.800 dólares por su papel. La defensa no presentó testigos ni pruebas, sino que se basó en los alegatos del jurado. DeCavalcante mantuvo durante todo el juicio que le habían "tendido una trampa" y que sólo había actuado como mediador imparcial en una disputa sobre apuestas. El 24 de septiembre de 1970, tras un juicio de ocho días, DeCavalcante fue declarado culpable por un jurado federal en Newark de tres cargos de conspiración para extorsionar a los operadores del juego de dados de Trevose. Fue la primera condena penal de DeCavalcante, que entonces tenía 57 años. Según The New York Times, "recibió el veredicto impasible". Los coacusados de DeCavalcante, Annunziata y Vastola, fueron condenados por un cargo cada uno. Su fianza fue fijada en 50.000 dólares por el juez de distrito estadounidense Lawrence A. Whipple. DeCavalcante fue condenado el 2 de octubre de 1970 a la pena máxima de 15 años de prisión. Tras su condena, DeCavalcante dijo: "¿Qué puedo decir? No sé lo que pasó. Intenté que las cosas fueran iguales. Pero es parte de la vida. Tomamos los malos tratos con los buenos tratos".
En enero de 1971, DeCavalcante se declaró culpable de un cargo de conspiración para operar la estafa de los números de Newark/Troy en una vista secreta en un tribunal federal de Newark. Para proteger los derechos de otros acusados en el caso, la declaración de culpabilidad de DeCavalcante no se hizo pública hasta el mes siguiente, momento en el que los casos de los demás acusados ya se habían resuelto. El 10 de marzo de 1971, la condena de DeCavalcante por conspiración extorsiva en 1970 fue revocada por el Tribunal de Apelaciones de los Estados Unidos para el Tercer Circuito en Filadelfia después de que el juez Arlin M. Adams, siguiendo la opinión de un panel de tres jueces, dictaminara que el caso contra él, Annunziata y Vastola se había basado en pruebas insuficientes. La sentencia anuló dos de los cargos contra DeCavalcante y ordenó un nuevo juicio por el tercer cargo. También se anularon las condenas de Annunziata y Vastola. Posteriormente, DeCavalcante solicitó la libertad inmediata de la Casa Federal de Detención de Manhattan, donde había permanecido desde su condena en octubre de 1970. La petición fue denegada por Herbert J. Stern, fiscal federal en funciones de Nueva Jersey, que se opuso a la puesta en libertad de DeCavalcante porque tenía que ser sentenciado en el caso de la red de apuestas. El 15 de marzo de 1971, DeCavalcante fue sentenciado en el Tribunal Federal de Newark a cinco años de prisión por la condena de juego. También se le impuso una multa de 10.000 dólares. DeCavalcante fue acusado de nuevo por un gran jurado del condado de Union el 17 de agosto de 1971 por los cargos estatales de recepción de la pistola robada que fue incautada por el FBI en 1968.

### Encarcelamiento y carrera posterior
Como preso en la Penitenciaría de los Estados Unidos, Atlanta, DeCavalcante fue elogiado por su trabajo como enfermero en el sistema penitenciario federal por el Dr. Joseph Alderote, jefe médico de la prisión. Alderote escribió en un informe que DeCavalcante "ha demostrado ser uno de los mejores enfermeros de reclusos que he tenido bajo mi supervisión en los tres años que he estado allí", y lo describió como alguien que se había tomado "sincero interés en los casos de tipo enfermero crónico de pacientes ancianos que tenemos en el hospital". A pesar de que se le había denegado la libertad condicional con anterioridad, DeCavalcante obtuvo la excarcelación obligatoria el 20 de diciembre de 1973 tras cumplir más de la mitad de su condena de cinco años. Según un portavoz de la Oficina Federal de Prisiones de Washington D. C. DeCavalcante fue considerado para la excarcelación por su buena conducta y su trabajo como enfermero de reclusos, y porque había cumplido alrededor de medio año de su condena anterior por extorsión, que posteriormente fue anulada en apelación.
En la primavera de 1974, DeCavalcante fue detenido por una unidad de radar de la Policía Estatal de Nueva Jersey mientras conducía su Cadillac por la Interstate 287 en Harding y acusado de exceso de velocidad a 77 millas por hora en una carretera con un límite de 55 millas por hora. El caso se aplazó primero porque DeCavalcante estaba en Florida en ese momento, y de nuevo porque estaba enfermo de bronquitis. El 16 de julio de 1975, el juez Marius Grosso denegó un tercer aplazamiento por enfermedad porque un policía estatal afirmó haber visto a un DeCavalcante supuestamente enfermo conduciendo y aparentemente con buen aspecto. DeCavalcante no asistió a la vista en la que Grosso le impuso una multa de 12 dólares por exceso de velocidad y otros 10 dólares en concepto de costas judiciales. No era su primera condena por infracción de tráfico, ya que anteriormente había sido multado en el Princeton Township en agosto de 1969 por conducir a 52 millas por hora en una zona de 45 millas por hora cerca de su casa en Mercer Road en Princeton.
DeCavalcante se trasladó a Florida en 1976. En 1980, pasó el control de la familia a Giovanni "John el Águila" Riggi y se retiró a Miami Beach, Florida. Comenzó a planear la construcción de un casino legítimo en el sur de Florida; sin embargo, el proyecto murió cuando los votantes rechazaron el juego de casino en un referéndum en 1986.

## Muerte
DeCavalcante murió de causas naturales a la edad de 84 años, en un hospital de Fort Lauderdale, Florida el 7 de febrero de 1997. Está enterrado en el cementerio de Greenwood en Hamilton, New Jersey.